# Edurne

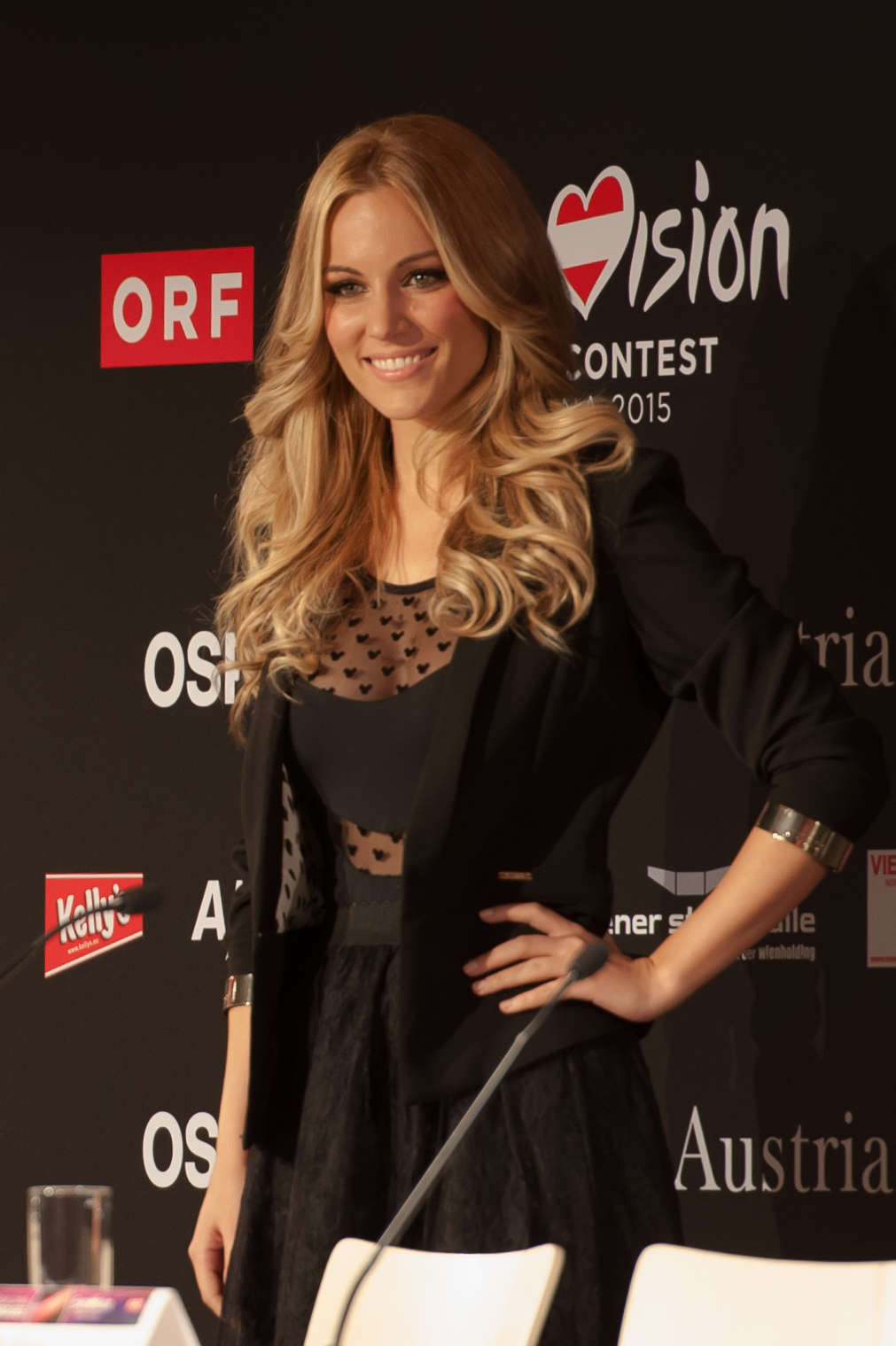
Edurne maj 2015

Edurne García Almagro född 22 december 1985 är en spansk sångerska som representerade Spanien i Eurovision Song Contest 2015 med låten "Amanecer". Den kom på tjugoförsta plats.
Hon är tillsammans med  fotbollsmålvakten David De Gea.